# Keilschrifturkunden aus Boghazköi
De Keilschrifturkunden aus Boghazköi (kortweg: KUB) is een 60-delige wetenschappelijke reeks waarin tot 1990 tekstpublicaties op het gebied van Hettitologie thematisch werden gesorteerd.
De serie werd gelanceerd in 1921 en verving de tijdelijk stopgezette reeks Keilschrifttexte aus Boghazköi.
Na de Tweede Wereldoorlog werden de Keilschrifturkunden aus Boghazköi in Oost-Duitsland uitgegeven, terwijl in West-Duitsland de Keilschrifttexte aus Boghazköi parallel werden voortgezet. Terwijl de eerste 32 delen werden gepubliceerd door de West-Aziatische afdeling van de Staatliche Museen zu Berlin, publiceerde de Deutsche Orient-Gesellschaft de volgende twee delen. Vanaf volume 35 was het Instituut voor Oriënt-onderzoek van de Akademie der Wissenschaften der DDR verantwoordelijk voor de publicatie. Met de Wende werd de serie stopgezet.